# Кабраль, Луис
Луис Альберто Кабраль Васкес (исп. Luis Alberto Cabral Vázquez; 23 сентября 1983 года, Капиибари) — парагвайский футболист, играющий на позиции защитника. Ныне выступает за парагвайский клуб «Гуарани».

## Клубная карьера
Луис Кабраль начинал свою карьеру футболиста в асунсьонском «Гуарани». В 2006 года году он играл за парагвайский «Фернандо де ла Мора». С начала 2007 года Кабраль представлял команду «Соль де Америка», за которую он провёл следующие пять лет.
С 2012 года Луис Кабраль выступает за асунсьонский «Гуарани». 10 апреля 2010 года Бартомеус забил свой первый гол за эту команду в рамках парагвайской Примеры, сравняв счёт в гостевой игре со своим бывшим клубом «Соль де Америка». 12 апреля 2017 года он впервые отметился результативным ударом в Кубке Либертадорес, выведя свою команду вперёд в счёте в домашнем поединке против венесуэльской «Саморы».

## Достижения
«Гуарани»
- Чемпион Парагвая (1): Кл. 2016